# Jólnir
Ne doit pas être confondu avec Odin.
Jólnir est un volcan sous-marin situé dans le Sud de l'Islande, à proximité de l'île de Surtsey. Il s'est formé au cours d'une éruption volcanique de dix mois et qui a construit une île rapidement submergée par l'érosion marine pour donner naissance à mont sous-marin culminant une quarantaine d'années après l'éruption à quarante-et-un mètres sous la surface de l'eau,.

## Géographie
Jólnir est situé dans le Sud de l'Islande, à l'extrémité méridionale de l'archipel des îles Vestmann, à un kilomètre au sud-ouest de l'île de Surtsey.
Il s'agit d'un volcan monogénique ayant formé un mont sous-marin après érosion d'une île temporaire au cours d'une éruption volcanique sous-marine. Après s'être élevé jusqu'à soixante-dix mètres d'altitude et mesuré jusqu'à 0,28 km2 de superficie, l'île formée par une accumulation de téphras a été rapidement érodée par les vagues qui ont rabaissé son altitude à quarante-et-un mètres sous le niveau de la mer une quarantaine d'années après son émersion,.
De même que l'île de Surtsey et les monts sous-marins voisins de Surtla et Syrtlingur, Jólnir est inclus dans la zone tampon maritime de ce site inscrit sur la liste du patrimoine mondial de l'Unesco depuis 2008.

## Histoire
Alors que l'éruption de Surtsey connait une accalmie depuis sept mois avec l'arrêt de l'émission de lave et que l'île de Syrtlingur n'est plus en éruption depuis deux mois, les volcanologues observent le 26 décembre 1965 la formation d'un panache volcanique s'élevant de la surface de la mer à un kilomètre au sud-ouest de Surtsey. Ils en déduisent qu'une éruption sous-marine y a cours avec l'émission de lave qui se fragmente en téphras. Par l'accumulation de ces matériaux, une nouvelle île, baptisée Jólnir selon l'un des noms du dieu nordique Odin, apparait, culmine à soixante-dix mètres d'altitude et atteint une superficie de 0,28 km2. À la fin du mois de mai 1966, une lagune se forme sur la côte nord de l'île.
Lorsque son éruption cesse le 10 août 1966, le volcan n'a pas émis de coulées de lave qui auraient pu protéger l'île de l'érosion marine. Elle est alors rapidement érodée si bien que le 31 octobre, elle est entièrement engloutie sous les flots et culmine à quarante-et-un mètres sous le niveau de la mer trente-quatre ans après la fin de son éruption,.